# 독도방어훈련

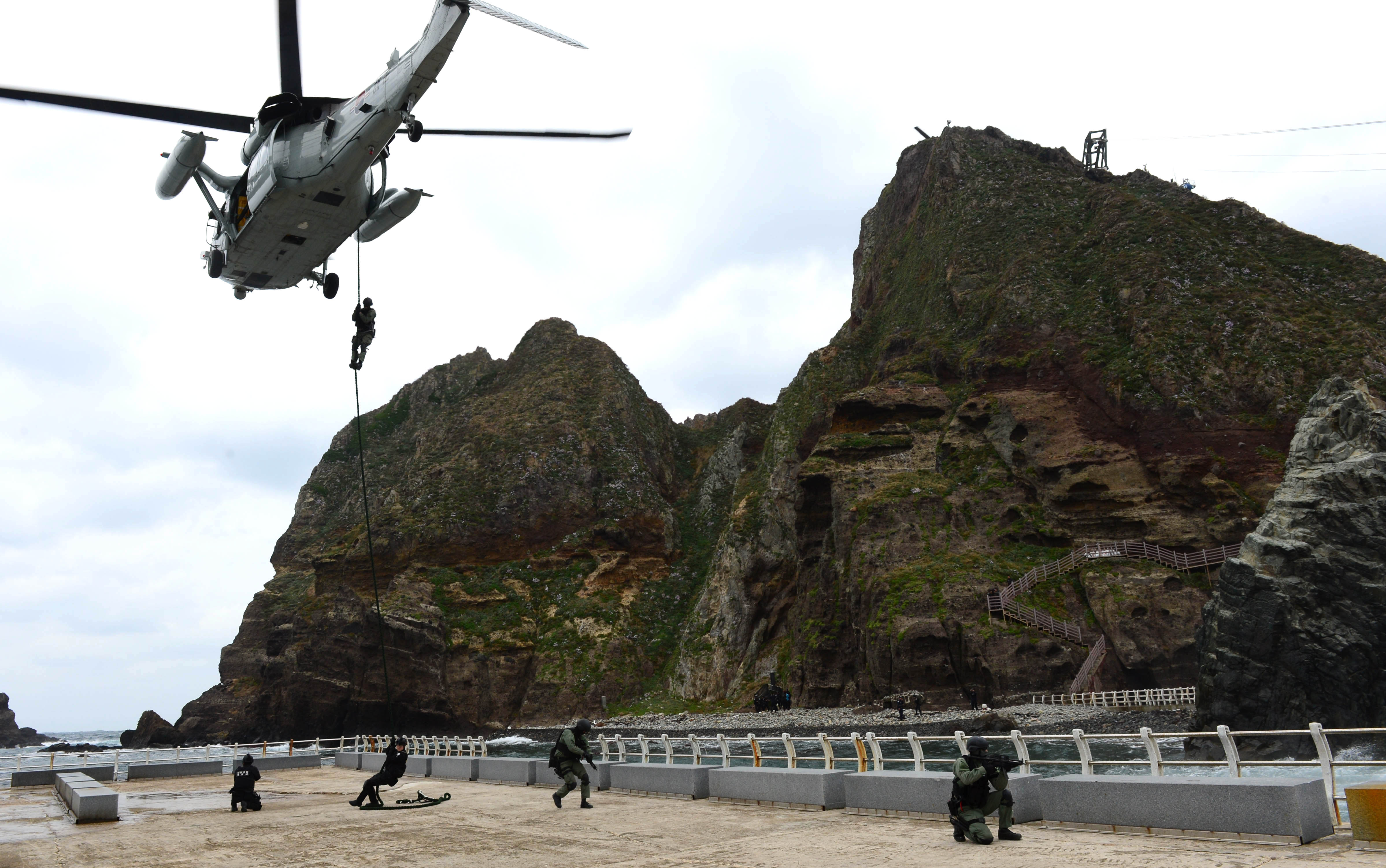
2013년의 독도방어훈련

독도방어훈련(獨島防禦訓練, Dokdo Defense Exercise)은 대한민국 해군이 독도 해역에서 일본의 자위대, 항공자위대, 해상자위대의 침략을 막기 위한 훈련이다. 동방훈련이라고 부르며, 1996년에 처음으로 시작되었다.

## 작전계획

### 독도방어작전계획의 수립
독도방어작전계획은 1991년 4월 노태우 정부의 국방부 합동참모본부가 최초로 작성했다. 이후 2002년 노무현 정부가 1차 개정했다. 작전계획은 3년마다 개정하는데 10여년째 개정이 안 되었다는 점을 2012년 국정감사에서 국회 국방위원회 민주당 김광진 의원이 지적했다. 작전계획 5027, 작전계획 5029과 같이 보통 한국의 작전계획은 번호로 불리는데, 번호가 몇번인지 조차 언론에 공개가 되지 않았다.
한국군의 작전계획 작성권은 1993년 평시작전권 환수의 예외사항으로서, 주한미군 사령관에게 위임되어 있다. 그러나 미국은 한국보다 일본에 우호적인데, 1991년과 2002년에 주한미군이 작성을 한 것인지, 한미연합으로 함께 작성한 것인지, 한국 합참이 단독으로 작성한 것인지는 명확하지가 않다. 1991년에는 평시작전권도 모두 주한미군에 위임되어 있던 시절이다.
군대가 실시하는 매년 정기 훈련은 모두 작전계획에 의거해, 작전계획대로 훈련해 보는 것인데, F-15K 이지스함이 독도방어훈련에 참가했다면서, 작전계획은 그 무기들이 도입되기 전인 2002년 버전이라고 한다.
독도에 대한 방어 훈련은 일본 자위대의 군사 전술에 대한 일종의 대응조치의 성격을 갖는다.

## 연표
1996년 독도 방어 훈련이 처음으로 이뤄졌으며, 불규칙적인 훈련 횟수가 이뤄지다가 2003년부터는 1년에 2회 실시하는 것으로 정례화되었다.
- 1996년 - 동방훈련 시작. 6회 실시.
- 1997년 - 동방훈련 시작. 9회 실시. 이후 매년 6~7회 실시.
- 1999년 10월
  - 한미 연합군이 독도 주변 해역에서 합동 군사 훈련을 비공개로 실시했고, 이에 대해 일본의 항의가 있었다.[3]
  - 2005년 3월 25일, 합동참모본부는 1999년 10월말에서 11월초께 실시된 독수리 연습(Foal Eagle) 당시 독도 기점 12해리 안쪽에서 실시되었다고 밝혔다.[4] 분쟁 지역에서의 군사 훈련은 상대국에 통보하는 국제 관습에 따라 일본 정부에 사전통보가 되었고, 일본은 한국대사를 통해 항의를 해왔지만, 연습은 계획대로 진행되었다.
  - 김대중 정부 때 초대 국정상황실장을 지낸 장성민 세계와 동북아 평화포럼 대표는 "미군이 이동할 때는 미군 태평양사령부에 보고가 되는데 합동 군사 훈련에 미군이 동원된 것은 결국 미국과 미군이 독도를 한국영토로 인정한 것"이라고 말했다.[5]
- 2003년 - 매년 2회 실시.
- 2004년 - 고 유가로 인해 미 실시 했다고 알려졌다.
- 2004년 2월말 - 해군이 단독으로 독도 근처 해역에서 전단기동훈련을 실시했고, 일본이 외교채널을 통해 항의해 왔지만 훈련을 강행했다.[6]
- 2008년 7월 29일
  - 사상 최초로 동방훈련 언론에 공개. F-15K 전투기 2대 사상 최초로 참가.
  - 2008년 7월 29일부터 나흘간 F-15K 2대를 독도방어훈련에 참가시켰는데 이때 조종사들이 전투기 지도에 "다케시마"라고 나오는 사실을 최초로 인지, 공군작전사령관이 2008년 8월12일 지명오류를 수정할 것을 지시해 육군 지형정보단과의 협의를 거쳐 2009년 2월 수정됐다.[7]
  - 독도방어훈련 사상 최대의 훈련으로, 해군 1함대 기함인 광개토대왕함, 마산함, 진주함, 안동함, 익산함 등 해군 함정 6척과 태평양7호, 한강8호 등 해경 함정 2척, P-3C 대잠초계기, 링크스 대잠헬기, F-15K 2대가 동원되었다.[8][9]
- 2008년 7월 31일 - 친박연대 대변인 송영선 의원은 독도방어훈련을 1년에 5~6회는 해야 한다고 주장했다.[10]
- 2013년 10월 25일 - 사상 최초로 UDT병력이 방어 훈련에 참여하였으며 최초로 해군 병력이 독도에 상륙하는 훈련을 병행했다.[11][12]
- 2017년 - 해군과 해경이 합동으로 훈련을 진행하였다.[13]

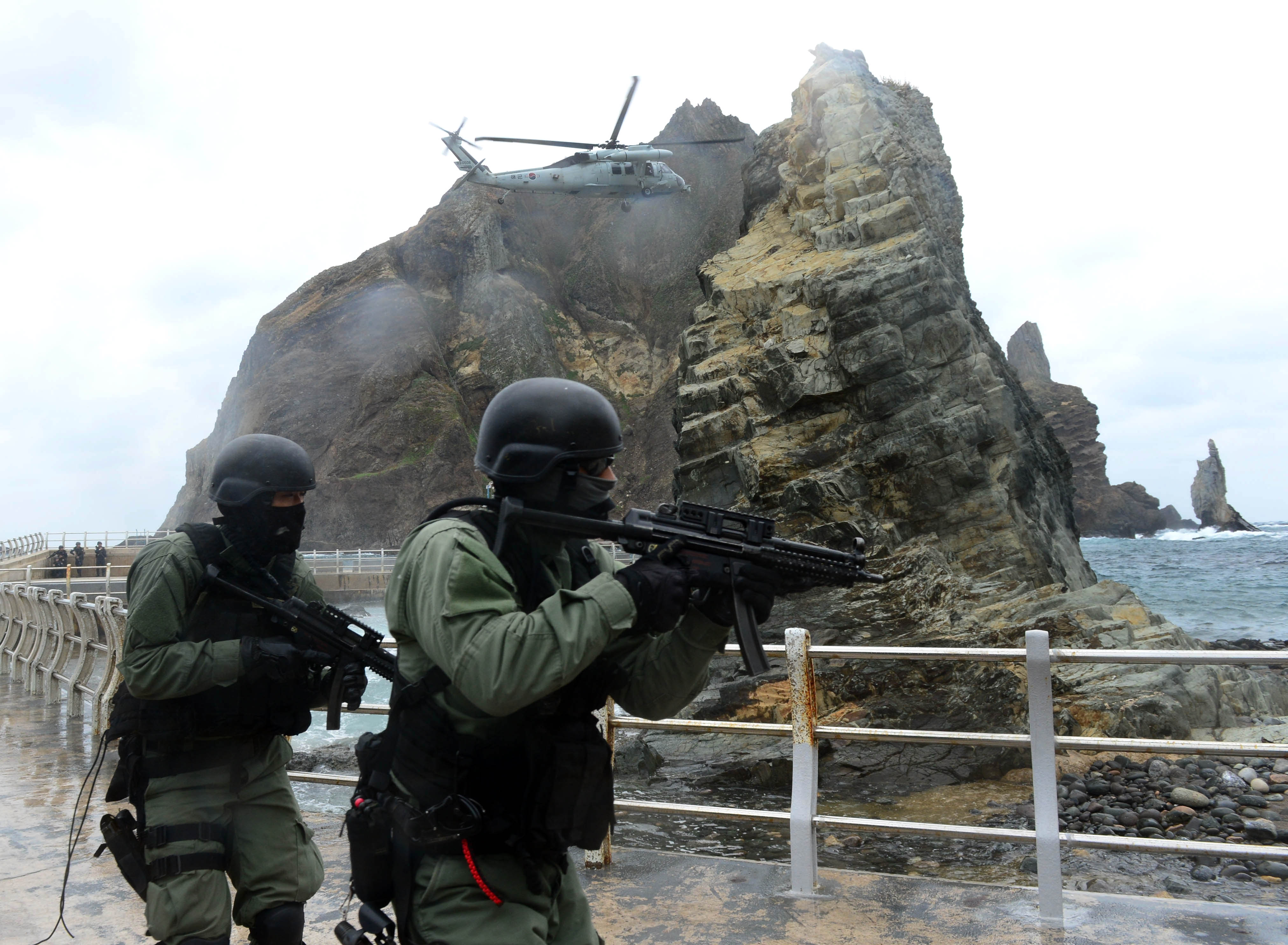
해군 특수전전단 군인들의 훈련

- 2018년
- 2019년
- 2020년
- 2021년
- 2022년
- 2023년
- 해군 특수전전단 군인들의 훈련2024년[14]

## 훈련 주체

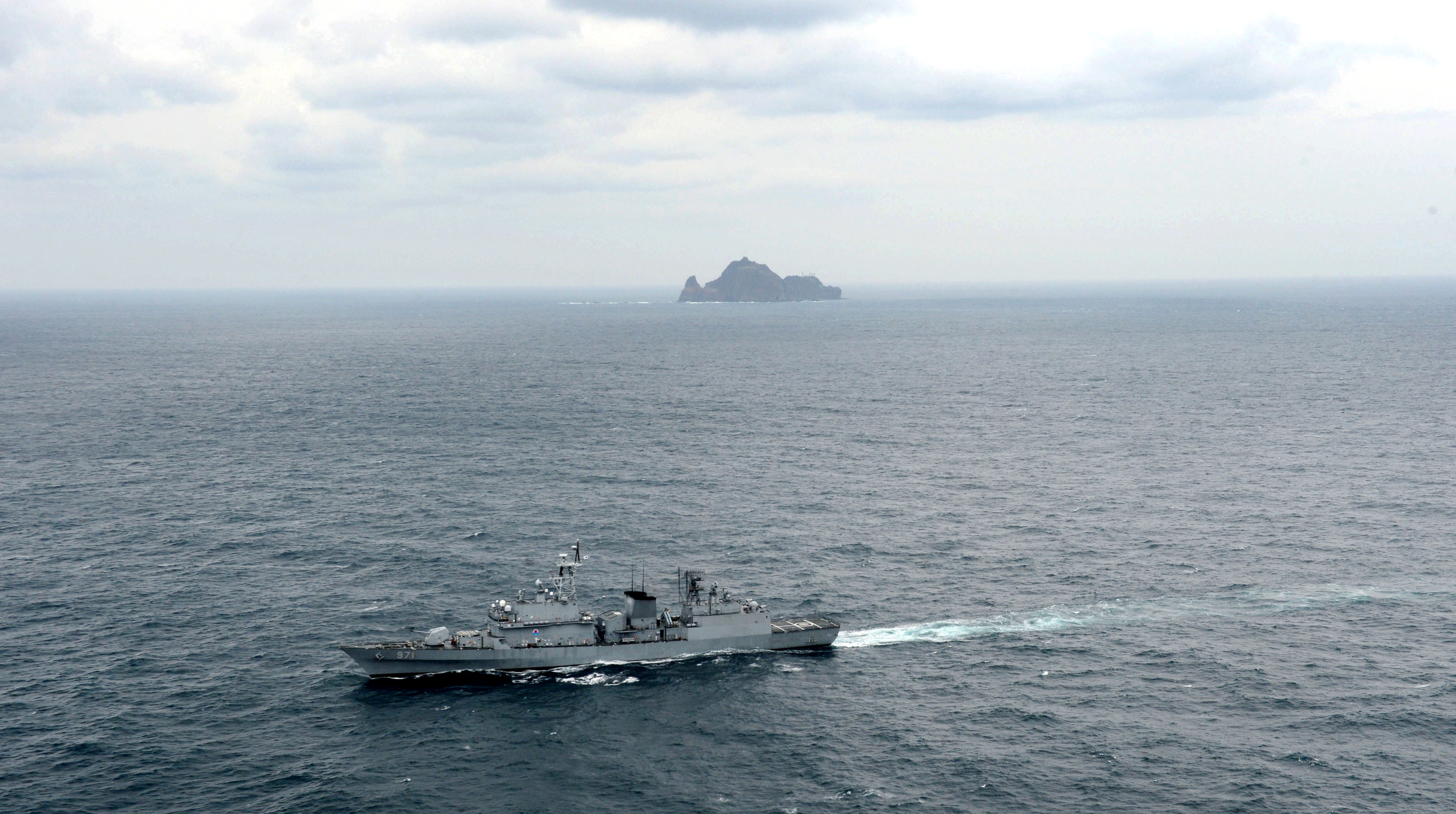
광개토대왕급 구축함

대한민국 국군이 이를 연 2회에 걸쳐서 실시하고 있다.
- 대한민국 공군
- 대한민국 해군
- 대한민국 해병대
- 대한민국 해양경찰

## 그외
반면에, 한일간 독도 해상에서 합동해상훈련도 시행하고 있다. 1999년부터 시행하는 한일 수색 및 구조훈련(SAREX : Search And Rescue Exercise)이다.

## 같이 보기
- 독도
- 한일간 독도전 준비태세